# Gangwon

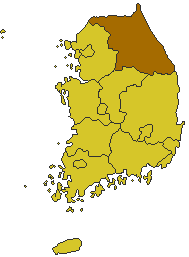
Localização de Gangwon (em marrom-escuro) na Coreia do Sul (em marrom-claro)

Gangwon (em Coreano: 강원도; 江原道; Gangwon-do) é uma província da Coreia do Sul, localizada no nordeste do país. Na anterior forma de transliteração (sistema de McCune-Reischauer): Kangwŏn-do. 
Até a divisão da Coreia em 1945, formava uma única província com a actual província com o mesmo nome na Coreia do Norte (conhecida como Kangwon, uma vez que o governo da Coreia do Norte usa o sistema de McCune-Reischauer).
Gangwon tem uma área de 16 894 km² e uma população de 1 533 331 habitantes (2003). A capital é a cidade de Chuncheon (춘천시; 春川市; Chuncheon-si).